# Ottilienstraße (Bad Reichenhall)
Die Ottilienstraße ist eine Straße in der oberbayerischen Kurstadt Bad Reichenhall.

## Beschreibung

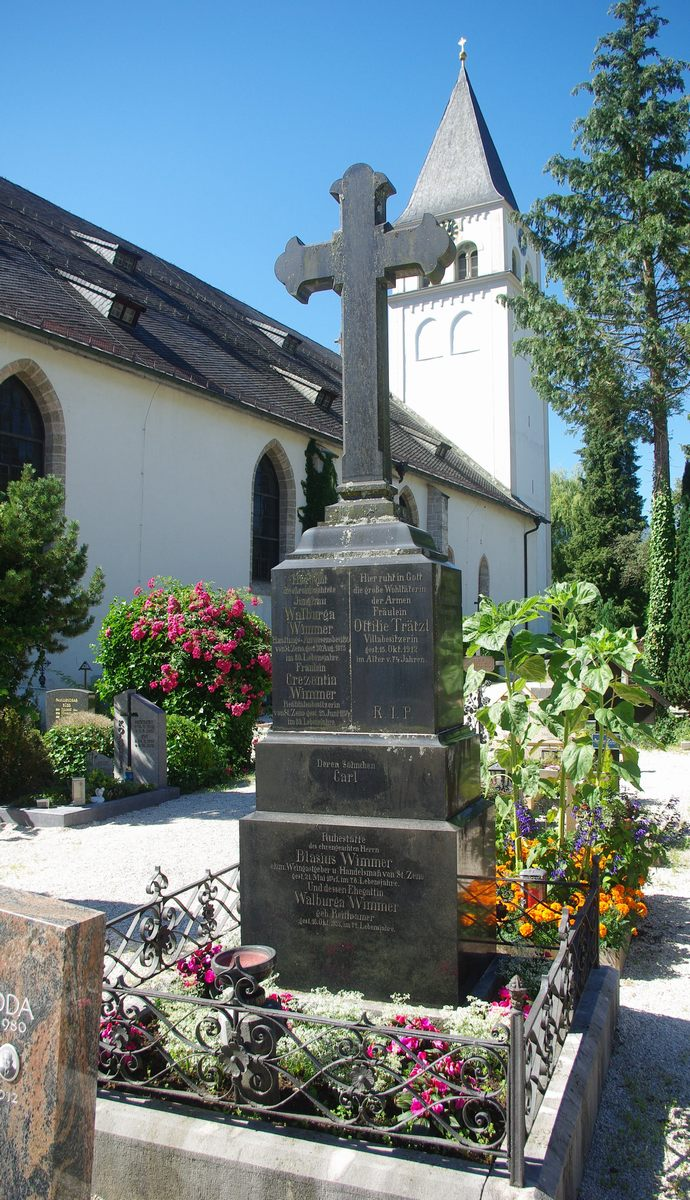
Grab der Ottilie Trätzl auf dem Friedhof St. Zeno

Die Ottilienstraße ist eine Innerortsstraße in Bad Reichenhall. Sie verläuft in südöstlicher Richtung und verbindet die Mackstraße mit der Salzburger Straße. Die Ottilienstraße liegt im Ensemble Kurviertel.
Die Ottilienstraße liegt in einer verkehrsberuhigten Zone. Die Straße darf als Einbahnstraße nur von der Mackstraße aus in südöstlicher Richtung befahren werden. 
Die Ottilienstraße ist nach Ottilie Trätzl benannt, welche künstlerische und wirtschaftliche Bestrebungen förderte, die Straßenbeleuchtung in St. Zeno stiftete und große Summen für den dortigen Liederkranz und die Feuerwehr spendete. Sie stiftete zudem hohe Summen an den Armenhausbaufond, für die Armenunterstützung und für den Lehrlingsschutz.

## Geschichte
Die Ottilienstraße entstand – wie auch die Mackstraße, die Rinckstraße und die Mozartstraße im Ensemble Kurviertel – als die Stadt Bad Reichenhall zur Hochzeit der Kur immer weiter wuchs und gegen Ende des 19. Jahrhunderts in den Vororten und Nachbargemeinden unzählige Villen, Kurpensionen und Kurhotels gebaut wurden.
Beim Luftangriff auf Bad Reichenhall am 25. April 1945 wurde der nahegelegene Bahnhof sowie weite Teile von St. Zeno schwer getroffen. In der Ottilienstraße waren nur geringe Schäden zu verzeichnen. Das Haus Ottilienstraße 1 erlitt leichte Schäden.

## Baudenkmäler
In der Denkmalliste von Bad Reichenhall ist in der Ottilienstraße eine Villa verzeichnet. Ein weiteres Objekt befindet sich an der Abzweigung der Ottilienstraße in der Mackstraße sowie am Ende der Ottilienstraße eine weitere Villa, die zur Salzburger Straße gehört.
| Adresse        | Name                         | Beschreibung | erbaut    | Lage | Bild |
| -------------- | ---------------------------- | --- | --------- | ---- | ---- |
| Ottilienstr. 1 | Villa, ehemaliges Sommerhaus | Zweigeschossiger Walmdachbau mit Souterrain und Mezzanin, Putzgliederung und Eckloggien, historisierend. Nebengebäude mit Pultdach, straßenseitige Einfriedung. | 1905–1906 | ▼    |      |